# Cobaltdisilicid
Cobaltdisilicid ist eine chemische Verbindung des Cobalts aus der Gruppe der Silicide.

## Gewinnung und Darstellung
Cobaltdisilicid kann durch Reaktion von Cobalt mit Silicium gewonnen werden.
{\displaystyle \mathrm {Co+2\ Si\longrightarrow CoSi_{2}} }

## Eigenschaften
Cobaltdisilicid ist ein grauer, geruchloser Feststoff, der praktisch unlöslich in Wasser ist. Er besitzt eine kubische Kristallstruktur vom Fluorittyp mit der Raumgruppe Fm3m (Raumgruppen-Nr. 225).

## Verwendung
Cobaltdisilicid wird vielfältig in der chemischen Forschung eingesetzt.
In der Mikroelektronik und Mikrosystemtechnik wird Cobaltsilicid für die niederohmige Kontaktierung von Silicium bei der Herstellung von hochintegrierten Schaltkreisen (VLSI) in 250-nm- bis 90-nm-Technik verwendet. Es löste zunächst das gängige Titandisilicid ab, wurde dann ab dem 90-nm-Technologieknoten aufgrund von physikalischen Nachteilen zunehmend durch Dinickelsilicid ersetzt (siehe Salicide-Prozess).

## Verwandte Verbindungen
Neben Cobaltdisilicid sind mit dem orthorhombischen Co2Si, dem kubischen CoSi und dem kubischen CoSi3 mindestens drei weitere Cobaltsilicide bekannt. Zwei weitere, Co5Si3 und Co3Si, sind noch nicht genau untersucht.